# Ковадонга
Ковадо́нга (исп. Covadonga, астур. Cuadonga) — деревня и долина в Астурии, на северо-западе Испании, среди горного массива Пикос-де-Эуропа. Население 70 человек (2004). Расположена в 7,5 км к юго-востоку от населённого пункта Кангас-де-Онис.
Около 718—725 годов (718 либо 722) у Ковадонги войско под командованием первого короля Астурии Пелайо разбило арабские войска, что стало началом Реконкисты — борьбы, продолжавшейся более чем 700 лет и завершившейся изгнанием арабов с Пиренейского полуострова. Это была первая значительная победа христиан над арабами в Испании.
Со временем Ковадонга стала местом поклонения и паломничества. В пещере (исп. Santa Cueva de Covadonga), в которой по преданию укрылся Пелайо и его люди во время битвы, находится небольшая часовня с изображением Богоматери Ковадонгской (исп. Virgen de Covadonga) с могилой короля Пелайо.
Ещё одна достопримечательность — озёра Ковадонги (исп. Lagos de Covadonga), к которым ведёт узкая горная дорога.
В 1918 году недалеко от Ковадонги был создан первый испанский национальный парк Пики Европы (исп. Parque Nacional de los Picos de Europa), площадь парка 169 км².